# Wanda Wojnarowska
Wanda Césarine Woynarowska, née le 1er mai 1864 à Komowie et morte le 15 avril 1911 dans le 5e arrondissement de Paris, est une institutrice et militante socialiste franco-polonaise.

## Biographie
Cezaryna Wanda Wojnarowska est la fille de Konstanty Woynarowski et Zofia Babińska. 
Arrivée dans les années 1890 à Paris, elle est licenciée es sciences sociales.
Elle est morte à son domicile parisien de la Rue Gay-Lussac à l'âge de 46 ans.

## Œuvres
traduction
- Nikolai Ivanovich Kareev (trad. Wanda Woynarowska), Les Paysans et la question paysanne en France dans le dernier quart du XVIIIe siècle, Paris, Giard, 1899